# لنکستر (اوهایو)
لنکستر(به انگلیسی: Lancaster) شهری در ایالت اوهایو کشور ایالات متحده آمریکا است که جمعیت آن در سرشماری سال ۲۰۱۰ میلادی، ۳۸٬۷۸۰ نفر بوده‌است.